# Maratona Internacional Feminina de Tóquio
Maratona Internacional Feminina de Tóquio (japonês:東京国際女子マラソン) foi uma corrida de 42,195 km realizada entre 1979 e 2008 em Tóquio, Japão, com a participação exclusiva de mulheres. Disputada pela primeira vez em novembro de 1979, esta foi a primeira corrida exclusivamente feminina sancionada oficialmente pela Federação Internacional de Atletismo – IAAF. Após o então presidente da Federação, o holandês Adriaan Paulen, ter assistido a uma de suas edições, ele anunciou o apoio para que a maratona feminina se tornasse um evento dos Jogos Olímpicos.
Depois de 30 edições da corrida, seus organizadores – a Federação Japonesa de Atletismo, a TV Asahi e o jornal Asahi Shimbun – a extinguiram, por causa da criação em 2007 da nova Maratona de Tóquio, aberta a participantes de ambos os sexos, e o Departamento Metropolitano de Polícia de Tóquio considerou inviável cuidar de duas maratonas na cidade no mesmo ano.
No lugar antes ocupado por ela no calendário nacional de atletismo, foi criada a Maratona Feminina de Yokohama, na cidade do mesmo nome, cuja primeira edição ocorreu em 15 de novembro de 2009.
O recorde oficial da história da prova pertence à campeã olímpica em Atenas 2004, Mizuki Noguchi. As duas campeãs olímpicas japonesas da maratona a venceram; Nogushi em 2007 e Naoko Takahashi, campeã em Sydney 2000, em 2005.

## Vencedoras
Nota: recorde da prova  
| Ano  | Nome               | País                                        | Tempo   |
| ---- | ------------------ | ------------------------------------------- | ------- |
| 2008 | Yoshimi Ozaki      | Japão                                       | 2:23:30 |
| 2007 | Mizuki Noguchi     | Japão                                       | 2:21:37 |
| 2006 | Reiko Tosa         | Japão                                       | 2:26:15 |
| 2005 | Naoko Takahashi    | Japão                                       | 2:24:39 |
| 2004 | Bruna Genovese     | Itália                                      | 2:26:34 |
| 2003 | Elfenesh Alemu     | Etiópia                                     | 2:24:47 |
| 2002 | Banuelia Mrashani  | Tanzânia                                    | 2:24:59 |
| 2001 | Derartu Tulu       | Etiópia                                     | 2:25:08 |
| 2000 | Joyce Chepchumba   | Quénia                                      | 2:24:02 |
| 1999 | Eri Yamaguchi      | Japão                                       | 2:22:12 |
| 1998 | Junko Asari        | Japão                                       | 2:28:29 |
| 1997 | Makiko Ito         | Japão                                       | 2:27:45 |
| 1996 | Nobuko Fujimura    | Japão                                       | 2:28:58 |
| 1995 | Junko Asari        | Japão                                       | 2:28:46 |
| 1994 | Valentina Yegorova | Rússia                                      | 2:30:09 |
| 1993 | Valentina Yegorova | Rússia                                      | 2:26:40 |
| 1992 | Liz McColgan       | Reino Unido                                 | 2:27:38 |
| 1991 | Mari Tanigawa      | Japão                                       | 2:31:27 |
| 1990 | Xie Lihua          | China                                       | 2:33:04 |
| 1989 | Lyubov Klochko     | União das Repúblicas Socialistas Soviéticas | 2:31:33 |
| 1988 | Aurora Cunha       | Portugal                                    | 2:31:26 |
| 1987 | Katrin Dörre       | Alemanha Oriental                           | 2:25:24 |
| 1986 | Rosa Mota          | Portugal                                    | 2:27:15 |
| 1985 | Katrin Dörre       | Alemanha Oriental                           | 2:34:21 |
| 1984 | Katrin Dörre       | Alemanha Oriental                           | 2:33:23 |
| 1983 | Nanae Sasaki       | Japão                                       | 2:37:09 |
| 1982 | Zoya Ivanova       | União das Repúblicas Socialistas Soviéticas | 2:34:26 |
| 1981 | Linda Staudt       | Canadá                                      | 2:34:28 |
| 1980 | Joyce Smith        | Reino Unido                                 | 2:30:27 |
| 1979 | Joyce Smith        | Reino Unido                                 | 2:37:48 |

## Vencedoras por nações
| - Japão - 11 - Reino Unido - 3 - Alemanha Oriental - 3 - União Soviética - 2 - Portugal - 2 - Etiópia - 2 | - Rússia - 2 - Tanzânia - 1 - Quênia - 1 - China - 1 - Itália - 1 - Canadá - 1 |